# Sarota acantus
Sarota acantus is een vlindersoort uit de familie van de prachtvlinders (Riodinidae), onderfamilie Riodininae.
Sarota acantus werd in 1782 beschreven door Stoll.